# Insul
Insul là một đô thị thuộc huyện Ahrweiler, trong bang Rheinland-Pfalz, phía tây nước Đức. Đô thị Insul có diện tích 5,01 km², dân số thời điểm ngày 31 tháng 12 năm 2006 là 461 người.